# Elefterios Kosmidis
Elefterios Kosmidis, gr. Ελευθέριος Κοσμίδης (ur. 6 maja 1991 w Atenach) – grecki gimnastyk, mistrz świata, wielokrotny medalista mistrzostw Europy.

## Osiągnięcia
| Rok  | Zawody             | Miasto    | Miejsce | Konkurencja     | Punktacja |
| ---- | ------------------ | --------- | ------- | --------------- | --------- |
| 2010 | Mistrzostwa świata | Rotterdam | 1       | Ćwiczenia wolne | 15.700    |